# بیلی (دهانه ال‌کیو ۱۸)
بیلی (دهانه ال‌کیو ۱۸) یک دهانه برخوردی در ماه‌ است.

## دهانه‌های اقماری
این دهانه ۳ دهانه اقماری دارد.
| Baily | عرض جغرافیایی | طول جغرافیایی | قطر          |
| ----- | ------------- | ------------- | ------------ |
| A     | ۴۸.۶° N       | ۳۱.۳° E       | ۱۶.۰ کیلومتر |
| K     | ۵۱.۵° N       | ۳۰.۵° E       | ۳.۰ کیلومتر  |
| B     | ۵۱.۰° N       | ۳۵.۱° E       | ۷.۰ کیلومتر  |